# Bönnigheim
Bönnigheim è una città tedesca situata nel land del Baden-Württemberg.